# Андерсон, Фредерик Уильям
Фре́дерик Уи́льям А́ндерсон (1866—1891) — британский миколог и альголог, работавший в Монтане.

## Биография
Фредерик Уильям Андерсон родился в Уисбиче (Кембридж) 22 июня 1866 года. В 1881 году семья Андерсона эмигрировала в Чикаго, в 1883 году Фредерик переехал в Монтану, начав изучать местную флору. В 1888 году познакомился с будущим министром сельского хозяйства Норманом Коулманом и редактором журнала American Agriculturist Мартином.
В 1890 году Андерсон получил степень доктора науки в Монтанском колледже (закрыт в 1916 году) в Дир-Лодже. Некоторое время Андерсон работал в Министерстве сельского хозяйства, затем стал ассистентом миколога Джоба Эллиса в Ньюфилде. Андерсон был автором микроскопических зарисовок, использованных в North American Pyrenomycetes Эллиса.
После совместной работы с Дж. Эллисом Андерсон стал членом редакции журнала American Agriculturist. Также Андерсон был членом Ботанического клуба Торри, напечатал несколько статей в его журнале. Незадолго до своей смерти Фредерик Уильям начал иллюстрировать готовящуюся к изданию книгу Элизабет Гертруды Бриттон по мхам Северной Америки.
22 декабря 1891 года в Нью-Йорке Фредерик Уильям Андерсон скончался от энцефалита.

## Некоторые научные работы
- Ellis, J.B.; Anderson, F.W. New species of Montana fungi (неопр.) // Botanical Gazette Crawfordsville. — 1891. — Т. 16, № 2. — С. 45—49.
- Ellis, J.B.; Everhart, B.M. The North American Pyrenomycetes. A contribution to mycologic botany / With original illustrations by F.W. Anderson. — Newfield, N.J., 1892. — 793 p.

## Некоторые виды грибов, названные в честь Ф. Андерсона
- Cryptodiscus andersonii Ellis & Everh., 1897
- Mucronoporus andersonii Ellis & Everh., 1890 [≡ Inonotus andersonii (Ellis & Everh.) Černý, 1963]
- Pestalozziella andersonii Ellis & Galloway, 1889
- Phlyctema andersonii Ellis, 1893
- Phragmidium andersonii Shear, 1902
- Scoriomyces andersonii Ellis & Galloway, 1890, nom. dub.
- Sphaerella andersonii Sacc., 1891, nom. nov. [≡ Keissleriella andersonii (Sacc.) M.E.Barr, 1990]